# Smaragdina regalini
Smaragdina regalini là một loài bọ cánh cứng trong họ Chrysomelidae. Loài này được Medvedev & Kantner miêu tả khoa học năm 2002.